# Эль-Эукалипто
Эль-Эукалипто, также Эль-Эукалиптус (исп. El Eucalipto) — населённый пункт сельского типа в западной части Уругвая, в департаменте Пайсанду.

## География
Расположен в центральной части департамента, примерно в 100 км к северо-востоку от административного центра департамента, города Пайсанду. Через населённый пункт проходит автомобильная дорога № 26. Абсолютная высота — 126 метров над уровнем моря.

## Экономика
В районе населённого пункта имеются поля зерновых культур: ячменя, пшеницы и овса. Развито также животноводство и лесное хозяйство.

## Население
Население по данным на 2011 год составляет 197 человек.
| Год  | Население |
| ---- | --------- |
| 1963 | 145       |
| 1975 | 235       |
| 1985 | 176       |
| 1996 | 214       |
| 2004 | 401       |
| 2011 | 197       |

Источник: Instituto Nacional de Estadística de Uruguay